# Cistinúria
A Cistinúria é uma patologia, de origem genética, causada por um erro inato do metabolismo. 
Cistinúria é um transtorno genético de Herança Autossômica Recessiva relacionada a perda dos aminoácidos cistina, ornitina, lisina e arginina pela urina.
Esta doença faz com que o portador tenha sucessivos cálculos renais de cistina que se formam nas vias urinárias.